# Церковь Святого Креста (Ахтамар)
Церковь Святого Креста на острове Ахтамар (арм. Ախթամարի Սուրբ Խաչ եկեղեցի, тур. Akdamar Kilisesi, Surp Haç Kilisesi) — раннесредневековый армянский монастырь на острове Ахтамар, построенный в 915—921 годах.

## Исторический очерк
Церковь святого Креста один из уникальных памятников армянской архитектуры и один из прекрасных примеров художественного течения в Армении IX—X веков. Построен в 915—921 годах зодчим Мануэлом. С 1113 года становится резиденцией Ахтамарского католикосата Армянской церкви. Причиной этого являлось несогласие 5 епископов с поставлением патриархом молодого Григора III Пахлавуни. В 1114 году Собор в местечке Шугра в Киликии низложил ахтамарского епископа Давида, однако последний, не подчинившись решению, провозгласил Ахтамарский Католикосат. Его юрисдикция распространилась только в части Васпуракана. С XIII века, в эпоху монгольского владычества, Ахтамарские католикосы избирались из рода Арцруни-Хеденекидов, тогда же этот сан становится наследственным. Пользуясь покровительством Джахан-шаха Кара-Коюнлу католикос Закария III сумел на короткое время объединить Ахтамарский Католикосат с Эчмиадзинским, но всего 14 епархий. В конце XVIII века после длительных споров между двумя католикосатами касательно разграничении юрисдикции, было признано главенство Эчмиадзина. Уже в конце XIX столетия Ахтамарский Католикосат имел 2 епархий с 302 церквями и 58 монастырями. В 1895 году епархии перешли в юрисдикцию константинопольского патриархата Армянской церкви. Монастырь опустел после  геноцида армян 1915 года.

## Архитектура
Ахтамар — крестово-купольная церковь несколько видоизмененное в плане, длина 17 м, ширина 14 м, высота 24 м.. Архитектурный тип церкви тетраконха с угловыми нишами, восходит к памятникам VII века. К северо-востоку от храма в 1316 году была возведена часовня, а в 1763 году высокая колокольня. В XVIII веке на западной стороне церкви был построен четырёхколонный гавит. Юго-восточнее от храма находится кладбище с хачкарами XIII—XVII вв.
Более чем тысячелетний храм сохранился без значительных видоизменений.

### Скульптура и рельефы
Церковь святого Креста украшен фресками и богатейшей резьбой по камню, особенно знаменит оригинальными и весьма разнообразными по сюжетам-рельефами. При сохранении выразительности силуэта и массы храма, эти рельефы имеют самостоятельное культурное значение. Архитектор Мануэл, будучи также скульптором, покрыл весь фасад церкви рельефами религиозного и светского характера. Рельефы богаты орнаменами звериной и растительных мотивов. Часто используемый художниками более позднего времени мотив «звериного гона» (XII—XIII вв.), изображённый под карнизами нижней части храма, можно увидеть на предметах искусства Ирана и Кавказа. Тематическим разнообразием и в частности светским содержанием, особо выделяется рельефный пояс, опоясывающий весь церковь и проходящий по верхней части фасада — так называемая «виноградная фриза» (иначе «Сбор винограда»). На рельефе виноградной лозы сплетены сюжеты уборки урожая, сцены охоты, пира, животные, фигуры людей и т. д. На восточной части фасада рельефный пояс прерывается скульптурой царя Васпуракана — ктитора Гагика Арцруни. Эти рельефы, по мнению А. Я. Каковкина, «по сюжетному и иконографическому многообразию, глубокому символизму не имеют себе равных… на всем христианском Востоке». В композиции «Вознесение Креста», расположенной под центральным окном западного фасада, отражено посвящение храма: представлена сцена поднесения царем Гагиком модели храма Иисусу Христу. На верхнем фризе храма исполнены горельефы, изображающие человеческие лица. По мнению Г. Гояна они изображают театральные маски. В целом Мануэл стремился к орнаментальности и отходил от прежней пластической ясности.
Фасадные поверхности церкви полностью покрыты рельефами из сюжетов Ветхнего и Нового Завета, образами пророков и апостолов, иногда портретами святых взятые в круглую структуру. Стилевые особенности ахтамарских рельефов позднее оказали влияние в миниатюрах «ванской» или «васпураканской» школы миниатюры. В рельефах храма, в ряде иконографических мотивов, прослеживается связь с традициями сасанидского искусства. В некоторых изображениях животных отмечается мусульманское влияние, а влияние византийской иконографии — в религиозных сценах.
- Жертвоприношение Исаака
- Поединок Давида и Голиафа
- Иону выкидывают за борт

### Фрески
Предполагается, что фрески церкви были исполнены под непосредственным руководством архитектора и скульптора Ахтамара Мануэла. Ахтамар по сути единственный сохранившийся памятник времени, фрески которого сохранились сравнительно полноценно и дают возможность для формирования представления о живописи эпохи и его стилевых особенностях. Сохранилось 2 слоя фресок. Предполагается, что в куполе было изображение Креста или композиции «Вознесение Креста». Цикл начинается росписью истории Адама и Евы на барабане, а внизу в 4 алтарях в 3 ярусах исполнен обширный цикл фресок земной жизни Иисуса Христа. Примечательно также, что последовательность расположения фресок отличается и от византийской, и от западной программ росписи: считается, что композиция «Второе пришествие Иисуса Христа», расположенная над входом южной экседры, является прототипом византийской редакции «Страшного Суда». Исполнены также фрески евангельских сцен, фигур апостолов и святых, орнаментальные полосы. Как отмечает Л. Дурново, фрески Ахтамарского храма «поражают динамикой не только всей фигуры, но и складок одежды».

## Реставрация
В 2007 году по решению правительства Турции церковь была отреставрирована. 19 сентября 2010 года, впервые за 95 лет, в церкви прошла литургия, a в ночь с 30 сентября на 1 октября на церкви был установлен крест. До этого отказ турецких властей установить крест на куполе церкви привёл к массовым протестам армян всего мира. Ныне Ахтамар функционирует как музей. 8 сентября 2013 года в церкви было совершено таинство крещения 6 человек, в том числе одного младенца. Таинство совершил епископ Арам Атесян.
Благодаря географической изолированности (на острове) церковь сравнительно хорошо сохранилась. Один из ведущих армянских специалистов по армянской архитектуре Самвел Карапетян, отмечает, что реконструкция была осуществлена на высоком уровне, хотя ряд других специалистов указывают на незначительные недостатки.